# Минимально жизнеспособный продукт
Минимально жизнеспособный продукт (англ. minimum viable product, MVP) — продукт, обладающий минимальными, но достаточными для удовлетворения первых потребителей функциями. Основная задача — получение обратной связи для формирования гипотез дальнейшего развития продукта.
Сбор информации от MVP зачастую дешевле, чем разработка продукта с большим количеством функций. Это позволяет снизить затраты и риски, если продукт не заработает, например, из-за неверных предположений. Термин был придуман и определен Фрэнком Робинсоном около 2001 года и популяризирован Стивом Бланком и Эриком Рисом.
Также может включать проведение предварительного анализа рынка.

## Описание
Минимально жизнеспособный продукт имеет только те основные функции, которые достаточны для развёртывания продукта, и не более того. Разработчики обычно разворачивают продукт для подмножества возможных клиентов, таких как ранние последователи, которые считаются более прощающими, более склонными к обратной связи и способными понять видение продукта из раннего прототипа или маркетинговой информации. Эта стратегия направлена на то, чтобы избегать создания продуктов, которые клиенты не хотят покупать, и на получение максимально точной информации о стоимости привлечения клиента. «Минимально жизнеспособный продукт — это версия нового продукта, которую используют, чтобы собрать максимальное количество подтвержденных гипотез о клиентах с минимальными усилиями».
MVP может быть частью стратегии и процесса, направленных на создание и продажу продукта клиентам. Это основной артефакт в итеративном процессе генерации идей, прототипировании, презентации, сборе данных, анализе и обучении. Функция MVP стремится свести к минимуму общее время, затрачиваемое на итерацию. Процесс повторяется до тех пор, пока не будет получен желаемый продукт / рынок, или пока продукт не будет считаться нежизнеспособным.
Стив Бланк обычно относится к минимально жизнеспособному продукту как к минимальному набору признаков.

### Цели
- Уметь проверить гипотезу продукта с минимальными ресурсами
- Ускорить обучение
- Сокращение затраченных инженерных часов
- Как можно скорее получить продукт для ранних клиентов
- Основа для других продуктов
- Создание способности разработки продукта[источник не указан 2726 дней]

### Тестирование
Результаты минимального теста на жизнеспособность продукта указывают на то, должен ли продукт быть таким, как изначально предполагалось. Тестирование оценивает, решается ли исходная проблема или достигается цель, чтобы было разумным продолжать разработку продукта[значимость факта?].

### Маркетинг
Выпуск и оценка воздействия минимально жизнеспособного продукта — это стратегия тестирования рынка, которая используется для анализа идей продукта вскоре после их генерации. Этому способствуют быстрые инструменты разработки приложений и языки, общие для разработки веб-приложений.
MVP призван создавать потребность рынка перед большими вложениями времени и денег. MVP отличается от методологии релиза с открытым исходным кодом на раннем этапе, часто выпуская релиз, который учитывает предпочтения пользователей, позволяя им определять функции и будущее продукта. MVP начинается с видения продукта, которое поддерживается на протяжении всего жизненного цикла, несмотря на то, что он создаётся на основе явной и неявной (косвенной) обратной связи от будущих клиентов продукта.
MVP — это стратегия, которая может быть использована как часть методологии «развития клиентов» Стива Бланка, которая фокусируется на постоянных итерациях и уточнении продукта на основе обратной связи с клиентами. Кроме того, представление несуществующих продуктов и функций может быть уточнено с помощью статистического тестирования на основе веб-гипотез путём A/B-тестирования.

### «Холст бизнес-модели»
Холст бизнес-модели используется для сопоставления основных компонентов и действий для начинающей компании. Минимально жизнеспособный продукт может быть разработан с использованием компонентов холста бизнес-модели:
- Клиент
- Ценовое предложение
- Каналы
- Связи

## Новые приложения
Концепции из минимально жизнеспособного продукта применяются в других аспектах стартапов и организаций.

### Минимально жизнеспособный соучредитель (MVC)
Поиск людей для создания минимального жизнеспособного продукта — общая задача для стартапов. Концепция минимально жизнеспособного соучредителя основана на поиске соучредителя со следующими атрибутами:
- Исключительно при строительстве или продаже
- Обязательства компании
- Лично симпатичный
- Производительный
- Разумный
- Рациональный
- Реалистичный

### Минимально жизнеспособная команда (MVT)
Учредители с компанией на ранней стадии сталкиваются с проблемой создания команды с минимальным количеством людей и затратами. Процесс начинается с перечисления основных функций конкретной компании (например, инжиниринг, операционная деятельность, финансы), а затем сводится к абстрактным заданиям и навыкам, которые должна иметь компания для работы[значимость факта?].

## Примеры известных компаний, начавших путь к успеху с минимально жизнеспособного продукта
- Uber. В первоначальной версии приложения у Uber были лишь функции соединения водителей с клиентами, а также оплаты. Эта простота и позволила Uber добиться успехов на рынке, получить множество данных для анализа, привлечь инвестиции и постепенно создать многомиллиардный бизнес. Сегодня у Uber куда более сложное мобильное приложение с системой поддержки по всему миру.
- Snapchat. Первая базовая концепция Snapchat — быстрый сервис для обмена сообщениями и изображениями, где весь контент удалялся через 10 секунд после прочтения. Первая iOS-версия приложения была запущена в 2011 и из продвинутых функций включала в себя только загрузку изображений. По состоянию на 2017 год, у Snapchat уже более 150 миллионов активных пользователей ежедневно.
- Foursquare. MVP приложения от Foursquare в самом начале содержало лишь возможность «чекиниться», а также награды за достижения пользователей в виде значков. После сбора обратной связи от пользователей разработчики приложения начали расширять его возможности. Они добавили рекомендации и путеводители по городам. В настоящий момент сервис объединяет 50 миллионов пользователей, отметивших своё местоположение больше 8 миллиардов раз.[12][неавторитетный источник]